# Porphyrinia deserta
Porphyrinia deserta är en fjärilsart som beskrevs av Otto Staudinger 1899. Porphyrinia deserta ingår i släktet Porphyrinia och familjen nattflyn. Inga underarter finns listade i Catalogue of Life.